# Hermias (filósofo)
Para Hermias el apologista, ver Hermias el Filósofo.
Hermias (/hɜːrˈmaɪəs/; Griego: Ἑρμείας Hermeias) fue un filósofo neoplatónico que nació en Alejandría c. 410. Fue a Atenas y estudió filosofía con Siriano de Alejandría. Se casó con Edesia, que era pariente de Siriano, y que había sido prometida de Proclo, quien rompió el compromiso después de recibir un aviso divino. Hermias llevó las enseñanzas de Siriano de vuelta a Alejandría, donde fue maestro en la escuela de Horapolo, recibiendo sus ingresos del estado. Murió c. 450, cuando sus hijos Amonio de Hermia y Heliodoro eran todavía pequeños. Edesia, sin embargo, continuó recibiendo unos ingresos del estado para mantener a sus hijos, instruyéndolos para ser filósofos.
Un Comentario del Fedro escrito por Hermias ha llegado hasta nuestros días. Consta de unas notas basadas en las conferencias de Sirianus sobre el Fedro de Platón.